# La Ballade de Kyōshirō Nemuri
Série Nemuri Kyōshirō
 Nemuri Kyōshirō engetsugiri
(1964) Nemuri Kyōshirō mashōken
(1965)
Pour plus de détails, voir Fiche technique et Distribution.
La Ballade de Kyōshirō Nemuri (眠狂四郎女妖剣, Nemuri Kyōshirō joyōken) est un film japonais réalisé par Kazuo Ikehiro, sorti en 1964. C'est l'adaptation du roman Nemuri Kyōshirō de Renzaburō Shibata. C'est le 4e film de la série Nemuri Kyōshirō avec Raizō Ichikawa,.

## Synopsis
Nemuri Kyōshirō apprend qu'il y a une femme nommée Shima qui a un lien de sang avec lui à Hamamatsu juste avant la mort d'un chrétien nommé Torizo, et part pour Hamamatsu.

## Fiche technique
- Titre : La Ballade de Kyōshirō Nemuri[3]
- Titre original : 眠狂四郎女妖剣 (Nemuri Kyōshirō joyōken?)
- Réalisation : Kazuo Ikehiro
- Scénario : Seiji Hoshikawa (ja), d'après le roman Nemuri Kyōshirō de Renzaburō Shibata.
- Photographie : Yasukazu Takemura
- Décors : Yoshinobu Nishioka
- Musique : Ichirō Saitō
- Société de production : Daiei
- Pays de production :  Japon
- Langue originale : japonais
- Format : couleur - 2,35:1 - 35 mm - son mono
- Genres : chanbara - jidaigeki
- Durée : 81 minutes
  - Japon : 17 octobre 1964[4]

## Distribution
- Raizō Ichikawa : Nemuri Kyōshirō
- Shiho Fujimura : Kosuzu
- Kenzaburō Jō : Chinson
- Ichirō Nakatani : Kōgen Takebe
- Jun Hamamura : Muroya
- Yoshio Inaba : Bizenya
- Masumi Harukawa (ja) ：Osen
- Nahoko Kubo (ja) ： Shima

## SérieNemuri Kyōshirōavec Raizō Ichikawa
- 1963 : Nemuri Kyōshirō sappōjō (眠狂四郎殺法帖?) de Tokuzō Tanaka
- 1964 : Le Combat de Kyōshirō Nemuri (眠狂四郎勝負, Nemuri Kyōshirō shōbu?) de Kenji Misumi
- 1964 : Nemuri Kyōshirō engetsugiri (眠狂四郎円月切り?) de Kimiyoshi Yasuda
- 1964 : La Ballade de Kyōshirō Nemuri (眠狂四郎女妖剣, Nemuri Kyōshirō joyōken?) de Kazuo Ikehiro
- 1965 : Nemuri Kyōshirō mashōken (眠狂四郎魔性剣?) de Kimiyoshi Yasuda
- 1965 : Kyōshirō Nemuri : le sabreur et les pirates (眠狂四郎炎情剣, Nemuri Kyōshirō enjōken?) de Kenji Misumi
- 1966 : Nemuri Kyōshirō tajōken (眠狂四郎多情剣?) d'Akira Inoue
- 1966 : Nemuri Kyōshirō buraiken (眠狂四郎無頼剣?) de Kenji Misumi
- 1967 : Nemuri Kyōshirō burai hikae: Mashō no hada (眠狂四郎無頼控 魔性の肌?) de Kazuo Ikehiro
- 1968 : Nemuri Kyōshirō hitohadagumo (眠狂四郎人肌蜘蛛?) de Kimiyoshi Yasuda
- 1968 : Nemuri Kyōshirō onna jigoku (眠狂四郎女地獄?) de Tokuzō Tanaka
- 1969 : Nemuri Kyōshirō akujogari (眠狂四郎悪女狩り?) de Kazuo Ikehiro